# 松本孝平
松本 孝平（まつもと こうへい、1994年7月31日 - ）は、神奈川県藤沢市出身のサッカー選手。Jリーグ・カマタマーレ讃岐所属。ポジションはFW。

## 来歴

### プロ入り前
小学1年生の時に藤沢市内のサッカークラブに入団しサッカーを始める が、6年次に股関節の手術を受けたことをきっかけにしばらくサッカーから離れた。藤沢清流高等学校2年次でサッカーを再開。卒業後は消防士を志して国士舘大学体育学部スポーツ医科学科に入学。サッカー部には入部せず、友人らと共にチームを作り、神奈川県リーグの3部リーグでプレーした。
しかし次第に社会人リーグのレベルに満足できなくなり、1年次の11月にサッカー部に入部した。翌2013年にはインディペンデンス・リーグで全国優勝し、大会MVPに選ばれた。3年次よりトップチームに昇格。同年度アミノバイタルカップでは背番号10番を付け、総理大臣杯出場に貢献した。リーグ戦でも19試合に出場し17得点を挙げ、2014年度得点王となった。この間も救急救命士資格試験受験のための勉強や病院での実習など、学業にも熱心に取り組んだ。
大学4年次となった2015年度は一転して不調に陥り、シーズン終盤には負傷により離脱。所属する国士舘大は2部リーグに降格することとなった。

### 名古屋グランパス
2017年、名古屋グランパスに加入。2018年7月、SC相模原に期限付き移籍した。

### FCマルヤス岡崎
2019年、FCマルヤス岡崎に完全移籍。
2020年をもって退団した。

### FCティアモ枚方
2021年よりJFLに昇格したFCティアモ枚方に移籍。30試合出場で12得点をあげた。

### カマタマーレ讃岐
2022年、カマタマーレ讃岐に完全移籍。
31試合に出場し、9得点を記録した。

### ヴァンフォーレ甲府
2023年、ヴァンフォーレ甲府へ完全移籍。

### カターレ富山
2024年、カターレ富山へ期限付き移籍。

### FC大阪
2025年、FC大阪に完全移籍。

### カマタマーレ讃岐
2025年8月3日、カマタマーレ讃岐へ期限付き移籍。

## 所属クラブ
- 2001年 - 2006年 石川サッカースポーツ少年団
- 2007年 - 2009年 藤沢市立滝の沢中学校
- 2010年 - 2012年 神奈川県立藤沢清流高等学校
- 2013年11月 - 2016年 国士舘大学サッカー部
- 2017年 - 2018年  名古屋グランパス
  - 2018年7月 - 同年12月  SC相模原（期限付き移籍）
- 2019年 - 2020年  FCマルヤス岡崎
- 2021年   FCティアモ枚方
- 2022年  カマタマーレ讃岐
- 2023年 - 2024年  ヴァンフォーレ甲府
  - 2024年  カターレ富山 (期限付き移籍)
- 2025年 -  FC大阪
  - 2025年8月 -  カマタマーレ讃岐 (期限付き移籍)

## 個人成績
| 国内大会個人成績 | 国内大会個人成績 | 国内大会個人成績 | 国内大会個人成績 | 国内大会個人成績 | 国内大会個人成績 | 国内大会個人成績 | 国内大会個人成績 | 国内大会個人成績 | 国内大会個人成績 | 国内大会個人成績 | 国内大会個人成績 |
| 年度             | クラブ           | 背番号           | リーグ           | リーグ戦         | リーグ戦         | リーグ杯         | リーグ杯         | オープン杯       | オープン杯       | 期間通算         | 期間通算         |
| 年度             | クラブ           | 背番号           | リーグ           | 出場             | 得点             | 出場             | 得点             | 出場             | 得点             | 出場             | 得点             |
| 日本             | 日本             | 日本             | 日本             | リーグ戦         | リーグ戦         | リーグ杯         | リーグ杯         | 天皇杯           | 天皇杯           | 期間通算         | 期間通算         |
| ---------------- | ---------------- | ---------------- | ---------------- | ---------------- | ---------------- | ---------------- | ---------------- | ---------------- | ---------------- | ---------------- | ---------------- |
| 2017             | 名古屋           | 30               | J2               | 0                | 0                | -                | -                | 0                | 0                | 0                | 0                |
| 2018             | 名古屋           | 30               | J1               | 0                | 0                | 0                | 0                | 0                | 0                | 0                | 0                |
| 2018             | 相模原           | 39               | J3               | 13               | 0                | -                | -                | -                | -                | 13               | 0                |
| 2019             | マルヤス         | 34               | JFL              | 16               | 2                | -                | -                | -                | -                | 16               | 2                |
| 2020             | マルヤス         | 34               | JFL              | 7                | 0                | -                | -                | 0                | 0                | 7                | 0                |
| 2021             | 枚方             | 11               | JFL              | 30               | 12               | -                | -                | -                | -                | 30               | 12               |
| 2022             | 讃岐             | 11               | J3               | 31               | 9                | -                | -                | -                | -                | 31               | 9                |
| 2023             | 甲府             | 11               | J2               | 12               | 0                | -                | -                | 1                | 0                | 13               | 0                |
| 2024             | 富山             | 11               | J3               | 24               | 1                | 4                | 0                | 1                | 0                | 29               | 1                |
| 2025             | FC大阪           | 88               | J3               | 5                | 0                | 1                | 0                | 1                | 0                | 7                | 0                |
| 2025             | 讃岐             | 88               | J3               |                  |                  | -                | -                | -                | -                |                  |                  |
| 通算             | 日本             | 日本             | J1               | 0                | 0                | 0                | 0                | 0                | 0                | 0                | 0                |
| 通算             | 日本             | 日本             | J2               | 12               | 0                | -                | -                | 1                | 0                | 13               | 0                |
| 通算             | 日本             | 日本             | J3               | 73               | 10               | 5                | 0                | 2                | 0                | 80               | 10               |
| 通算             | 日本             | 日本             | JFL              | 53               | 14               | -                | -                | 0                | 0                | 53               | 14               |
| 総通算           | 総通算           | 総通算           | 総通算           | 138              | 24               | 5                | 0                | 3                | 0                | 146              | 24               |

| 国際大会個人成績 | 国際大会個人成績 | 国際大会個人成績 | 国際大会個人成績 | 国際大会個人成績 |
| 年度             | クラブ           | 背番号           | 出場             | 得点             |
| AFC              | AFC              | AFC              | ACL              | ACL              |
| ---------------- | ---------------- | ---------------- | ---------------- | ---------------- |
| 2023-24          | 甲府             | 11               | 1                | 0                |
| 通算             | AFC              | AFC              | 1                | 0                |

その他の公式戦
- 2024年 J2昇格プレーオフ 2試合0得点

- Jリーグ初出場 - 2018年7月8日 J3第17節 ブラウブリッツ秋田戦 (あきぎんスタジアム)
- Jリーグ初得点 - 2022年3月13日 J3第1節 松本山雅FC戦 (Pikaraスタジアム)

## タイトル
- アミノバイタルカップ大会最優秀選手（2013年度）
- 関東大学サッカーリーグ戦得点王（2014年度）

## 代表歴
- 関東選抜A
  - デンソーカップサッカー（2016年）